# Hymenocephalus striatulus
Hymenocephalus striatulus és una espècie de peix de la família dels macrúrids i de l'ordre dels gadiformes.

## Morfologia
- Els mascles poden assolir 18 cm de llargària total.[4][5]

## Alimentació
Menja principalment organismes pelàgics: copèpodes (Pleuromamma, Oncaea conifera, Xanthocalanus i Aetideidae), peixets, quetògnats, gammàrids (Lysianassidae), gambes (Bentheogennema pasithea), misidacis (Paralophogaster glaber), poliquets bentònics (incloent-hi la família Polinoidae).

## Hàbitat
És un peix d'aigües profundes que viu entre 101-800 m de fondària.

## Distribució geogràfica
Es troba a les Hawaii i a l'illa Sala y Gómez.